# Coppa del mondo di ciclismo su strada femminile 2013
La Coppa del mondo di ciclismo su strada femminile 2013 (in inglese 2013 UCI Women's Road World Cup), quindicesima edizione della competizione, si svolse su otto eventi dal 9 marzo al 31 agosto 2013.

## Corse
| N. | Data      | Corsa                                             | Vincitrice            | Squadra                     | Leader della CdM |
| -- | --------- | ------------------------------------------------- | --------------------- | --------------------------- | ---------------- |
| 1  | 9 marzo   | Ronde van Drenthe (2013)                          | Marianne Vos          | Rabobank Women Cycling Team | Marianne Vos     |
| 2  | 24 marzo  | Trofeo Alfredo Binda - Comune di Cittiglio (2013) | Elisa Longo Borghini  | Hitec Products UCK          | Marianne Vos     |
| 3  | 31 marzo  | Giro delle Fiandre (2013)                         | Marianne Vos          | Rabobank Women Cycling Team | Marianne Vos     |
| 4  | 17 aprile | Freccia Vallone (2013)                            | Marianne Vos          | Rabobank Women Cycling Team | Marianne Vos     |
| 5  | 12 maggio | Tour of Chongming Island World Cup (2013)         | Tetjana Rjabčenko     | Chirio-Forno d'Asolo        | Marianne Vos     |
| 6  | 16 agosto | Open de Suède Vargarda TTT (2013)                 | Specialized-Lululemon | Specialized-Lululemon       | Marianne Vos     |
| 7  | 18 agosto | Open de Suède Vargarda (2013)                     | Marianne Vos          | Rabobank Women Cycling Team | Marianne Vos     |
| 8  | 31 agosto | Grand Prix de Plouay (2013)                       | Marianne Vos          | Rabobank Women Cycling Team | Marianne Vos     |

## Classifiche UCI World Cup

### Classifica individuale
| Pos. | Corridore            | Squadra               | 1  | 2  | 3  | 4  | 5  | 6  | 7  | 8  | Totale |
| ---- | -------------------- | --------------------- | -- | -- | -- | -- | -- | -- | -- | -- | ------ |
| 1    | Marianne Vos         | Rabobank Women        | 75 | 24 | 75 | 75 | -  | 30 | 75 | 75 | 429    |
| 2    | Emma Johansson       | Orica-AIS             | 35 | 50 | 35 | 27 | 30 | 25 | 50 | 50 | 302    |
| 3    | Ellen van Dijk       | Specialized-Lululemon | 50 | 35 | 50 | 24 | -  | 35 | 30 | -  | 224    |
| 4    | Anna van der Breggen | Sengers Ladies        | 10 | 15 | 21 | 30 | -  | 20 | 27 | 35 | 158    |
| 5    | Elisa Longo Borghini | Hitec Products UCK    | -  | 75 | 30 | 50 | 1  | -  | -  | 0  | 156    |
| 6    | Annemiek van Vleuten | Rabobank Women        | 8  | 21 | 27 | -  | -  | 30 | 0  | 15 | 101    |
| 7    | Amy Pieters          | Argos-Shimano         | 0  | -  | 0  | 0  | 35 | 10 | 35 | -  | 80     |
| 8    | Tetjana Rjabčenko    | Chirio-Forno d'Asolo  | -  | 0  | -  | -  | 75 | -  | -  | -  | 75     |
| 9    | Giorgia Bronzini     | Wiggle-Honda          | 0  | 0  | 8  | -  | 50 | -  | 11 | -  | 69     |
| 10   | Evelyn Stevens       | Specialized-Lululemon | 0  | -  | -  | -  | -  | 35 | 24 | 5  | 60     |

### Classifica squadre
| Pos. | Squadra                     | 1  | 2  | 3   | 4  | 5  | 6   | 7   | 8   | Totale |
| ---- | --------------------------- | -- | -- | --- | -- | -- | --- | --- | --- | ------ |
| 1    | Rabobank Women Cycling Team | 94 | 45 | 107 | 83 | -  | 120 | 110 | 123 | 682    |
| 2    | Orica-AIS                   | 50 | 95 | 60  | 42 | 30 | 100 | 67  | 56  | 500    |
| 3    | Specialized-Lululemon       | 61 | 55 | 59  | 24 | -  | 140 | 54  | 1   | 394    |
| 4    | Hitec Products UCK          | 30 | 93 | 30  | 50 | 7  | 48  | 22  | 11  | 291    |
| 5    | Sengers Ladies Cycling Team | 14 | 15 | 31  | 30 | -  | 80  | 27  | 42  | 239    |
| 6    | Team Argos-Shimano          | 29 | 0  | 17  | 0  | 45 | 40  | 45  | 0   | 176    |
| 7    | Wiggle-Honda                | 0  | 8  | 8   | -  | 59 | 64  | 27  | 0   | 166    |
| 8    | Boels-Dolmans Cycling Team  | 24 | 3  | 39  | 20 | 18 | 52  | 3   | 0   | 159    |
| 9    | Faren-Kuota                 | 0  | 6  | 0   | 5  | 55 | 36  | 0   | 10  | 112    |
| 10   | Team Tibco-To The Top       | 24 | 27 | 0   | -  | 0  | 44  | 0   | 0   | 95     |